# Ludwig Marcuse
Ludwig Marcuse (Berlino, 8 febbraio 1894 – Bad Wiessee, 2 agosto 1971) è stato un filosofo tedesco naturalizzato statunitense di origini ebraiche.

## Biografia
Proveniente dalla borghesia ebraica, Marcuse iniziò a studiare filosofia nella sua città natale nel 1913. Successivamente si trasferì a Friburgo in Brisgovia, e lì continuò i suoi studi nel campo della letteratura. Nel 1917 fu promosso a Berlino con una tesi con Ernst Troeltsch. All'inizio degli anni venti scrisse un romanzo, che venne però rifiutato da molte case editrici a causa dei suoi contenuti sociali e rimase inedito. Nel 1923 lavorò come libero scrittore e giornalista, utilizzando spesso il soprannome Heinz Raabe. 
Il 28 febbraio del 1933, il giorno dell'incendio del Reichstag, emigrò dalla Germania. Inizialmente si recò a Cagnes-sur-Mer nel sud della Francia, poche settimane dopo a Sanary-sur-Mer dove visse fino al 1939 vicino ad altri emigrati come Lion Feuchtwanger, Meier-Graefe e René Schickele. In questo periodo scrisse contributi per riviste parigine. Come partecipante del primo congresso internazionale in difesa della cultura, tenuto a Parigi nel luglio del 1935 tenne una conferenza sul tema la Caduta dell'umanismo. 
Nel 1936 visitò con Feuchtwanger per diversi mesi l'Unione Sovietica con invito sovietico. Marcuse criticò fortemente il regime sovietico; durante tutta la vita rimase scettico contro qualsiasi forma di dogmatismo, specialmente in questi mesi in cui avvenne il clamoroso processo ai trotskisti antistalinisti. Dopo il ritorno dall'Unione Sovietica lavorò per Zukunft, rivista di emigrati di Parigi, di cui fu curatore nel 1938 assieme a Arthur Koestler e Willi Münzenberg.
Nel marzo del 1939, a causa dell'imminente minaccia di guerra, emigrò dalla Francia negli Stati Uniti. Dopo un soggiorno di qualche settimana a New York si stabilì a Beverly Hills. Negli anni seguenti si guadagnò da vivere scrivendo e come conferenziere, dal 1942 come giornalista per l'ufficio delle informazioni di guerra. 
Nel 1945 ottenne la cittadinanza statunitense, nel dicembre dello stesso anno divenne professore associato e nel 1947 professore di filosofia e di letteratura tedesca alla University of Southern California. Tra il 1949 e il 1960 visitò più volte la Germania; tra le altre nel 1952 Amburgo e nel 1956 Berlino dove tenne una conferenza. Nel 1960 fu ospite all'università di Francoforte dove tenne delle lezioni su Heine e Heinrich Mann. Nel 1961 divenne professore emerito all'University of Southern California e nel 1962 tornò in Germania. Visse fino alla morte in Baviera.

## Pensiero
Non fu solo giornalista ma anche autore di biografie, di analisi storiche e contenuti filosofici. Già dalla dissertazione di tesi indica il tema dei suoi successivi lavori: "L'individualità come valore". Marcuse vuole ridare valore e significato all'uomo come singolo considerando l'"umanità" un vuoto concetto. Contro pensatori dogmatici come Ernst Bloch difese il diritto dell'uomo a una felicità privata.